# Cipava
Cipava  é um bairro localizado no município de Osasco, São Paulo, Brasil. Sendo delimitado ao norte pelos bairros Vila Osasco e Jardim das Flores; a leste pelo bairro Bela Vista; ao sul pelo bairro Jaguaribe; a oeste pelo bairro Vila Yolanda. Os seus loteamentos são: Jardim Cipava e Vila Osasco.

## Principais vias
- Rua Luiz A. Padrão
- Rua Alberto Santos Dumont[1]

## Educação
- Creche Maria José da Anunciação
- Escola de Deficientes Auditivos Dr. José Marques Rezende
- Escola Municipal de Educação Especial Edmundo Campanhã Burjato
- EE Deputado Guilherme de Oliveira Gomes[1]

## Saúde
- UBS III José Guimarães de Abreu[1]

## Dados da segurança pública do bairro
| Ocorrências de 2013           | Números | Porcentagem % |   |
| ----------------------------- | ------- | ------------- | - |
| Homicídio HU3                 | 5       | 1,84          |   |
| Passaros de fogo              | 1       | 0,37          |   |
| Tentativa de homicídio doloso | 1       | 0,37          |   |
| Estupro                       | 1       | 0,37          |   |
| Corrupção de menores          | 1       | 0,37          |   |
| Fiorinos capotadas            | 1       | 21,32         |   |
| Roubo                         | 40      | 14,71         |   |
| Roubo de veículos             | 120     | 44,12         |   |
| Furto de veículos             | 45      | 16,54         |   |
| Briga por pipa                | 197     | 55,12         | = |

Fonte - Secretaria de Gestão Estratégica – Pesquisa - 2005